# 신생대
| 현 생 누 대 | 신 생 대 | 제4기  | 홀로세       |
| 현 생 누 대 | 신 생 대 | 제4기  | 플라이스토세 |
| 현 생 누 대 | 신 생 대 | 신진기 | 플리오세     |
| 현 생 누 대 | 신 생 대 | 신진기 | 마이오세     |
| 현 생 누 대 | 신 생 대 | 고진기 | 올리고세     |
| 현 생 누 대 | 신 생 대 | 고진기 | 에오세       |
| 현 생 누 대 | 신 생 대 | 고진기 | 팔레오세     |
| 현 생 누 대 | ▼        | ▼      | ▼            |

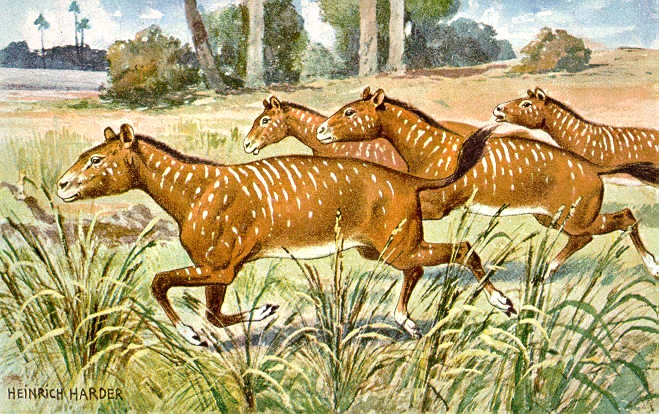

신생대(新生代, Cenozoic Era)는 지질 시대의 구분 중 가장 최근의 시대이다. 약 6600만 년 전, 백악기 말 새를 제외한 모든 공룡이 멸종한 중생대 백악기 대멸종 이후부터 현재까지를 의미하는데 지질시대는 크게 고생대→중생대→신생대로 구분된다. 진화론을 주창한 영국의 생물학자 찰스 다윈에게 큰 영향을 끼친 영국의 지질학자 찰스 라이엘은 1833년 지질시대를 지층의 특성에 따라 제1기~제4기로 분류했다. 1872년엔 지층에서 발견되는 동물 화석에 따라 지질시대를 다시 고생대, 중생대, 신생대로 구분했다. 이때 제1기와 제2기는 각각 고생대와 중생대가 되었다.
신생대는 지질시대에서 6500만 년밖에 안 되는 짧은 시대다. 이 가운데 팔레오기와 네오기로 나뉜다. 팔레오기엔 기후가 대체로 온난했고 조산운동이 활발했다. 대서양과 인도양이 넓어지고 태평양이 좁아지면서 대륙 배치가 현재와 유사해졌다. 팔레오기는 다시 팔레오세, 에오세, 올리고세로 세분된다. 파라케라테리움이 살았던 시대는 신생대 팔레오기의 일부인 올리고세 후기다.

## 개념
지질 시대 구분의 하나로 중생대에 이어지는 시대이다. '중생대'의 끝, 6600만 년 전 이후부터 현재까지를 일컫는다. 해양 동물로는 유공충(有孔蟲), 권패(卷貝), 이매패, 경골어류의 발전이 현저하게 남아 있다. 당시에는 암모나이트, 새를 제외한 공룡류 등은 중생대에 이미 절멸하고 오래된 양치식물과 겉씨식물의 다양한 종류들은 사라졌던 시기였다. 당시 생겨난 작고 단순한 포유류가 땅과 바다와 하늘로 퍼져나가 공룡이 차지했던 생태학적 자리를 찾기 시작해갔다. 그래서 신생대는 '포유류의 시대'라고 부르기도 한다. 그러나 곤충학자 스콧. R. 쇼는 비인간적 중심에서 생물의 진화사를 바라보며, '신생대의 주인은 포유류가 아니라 곤충과 꽃이었고, 절지동물의 영향이 없었다면 척추동물은 진화하고 번성하지 못했을 것이다.'라고 언급하였다.
약 6,600만 년 전에서 현재에 이르는 기간이며, 제1기와 제2기가 존재하지 않고 제3기와 제4기로 나뉜다. 제3기에는 알프스와 히말라야 등의 큰 산맥이 이루어지는 조산운동이 있었다. 신생대의 마지막 시기인 제4기는 약 180만 년 전부터 오늘날까지 이어진다. 제4기는 주기적으로 4번의 빙하기를 맞아 빙하시대라고도 불린다.
신생대는 크게 제3기(고제3기와 신제3기로 다시 나뉜다)와 제4기로 나뉜다. 팔레오기는 팔레오세와 에오세, 올리고세로 구분하며,네오기는 마이오세, 플리오세, 플라이스토세, 홀로세로 구분한다.
지질학적으로는 대륙이 현재의 위치로 자리잡은 시기이다. 오스트레일리아-뉴기니가 곤드와나에서 분리되어 북쪽의 동남아시아 부근으로 이동했고, 남극 대륙은 지금의 남극점으로 이동했다. 인도아대륙은 유라시아와 충돌하면서 히말라야산맥을 만들었다. 대서양은 더 넓어졌으며, 남아메리카와 북아메리카가 연결되었다.

## 빙하기의 출현
1만 2900년 전 찾아온 신생대 마지막 빙하기(신생대 제4기 뷔름빙기)는 여름 기온이 8~9도에 불과한 한랭기였다. 과학자들은 온도가 내려감에 따라 매머드가 주식으로 하는 잔디와 버드나무가 감소하고 영양가가 부족한 침엽수나 독성이 있는 자작나무 비율이 증가해 결국 매머드의 숫자가 급감했을 것으로 보아 매머드의 멸종의 원인으로 보고 있다.
신생대 마지막 빙하기가 찾아온 이유에 대해서는 여러 가설들이 분분한 상태다. 유력한 가설 중 하나가 바로 지구 인근을 지나던 혜성이 중력에 의해 끌려와 충돌하고, 충격으로 발생한 재가 대기 중으로 퍼지며 빙하기를 불러왔다는 혜성충돌설이다.
하지만 혜성충돌설의 근거로 지목된 지층 속 불에 탄 흔적이 올바른 증거가 아님의 이유를 들어 최근에는 반박하는 학설이 나오고 있다.
혜성충돌 같은 사건이 있었다면 한 날 한 시에 다량의 흔적들이 만들어졌어야 하는 데 3000년에 걸친 비교적 긴 시간에 걸쳐 흔적들이 지층에서 발견됐다는 사실을 강조하면서 불에 탄 흔적이 출토된 지역에 살던 사람들이 불을 사용했다는 역사적 기록이 충분한데 지금까지 혜성충돌설을 지지해온 흔적들은 사실 당시 신생대 말 인류가 불을 사용한 흔적이라는 해석이다.

## 같이 보기
- 백악기-고진기 경계
- 지질 시대

## 참고 자료
- 「지구환경 변화사와 해저자원」, 중생대 말 대멸종과 지구환경변화, 편집부, 한국해양연구소(1999년, 11~27p)
- 「지형학」, 구조지형학, 김주환 저, 동국대학교출판부(2009년, 114~136p)
- 「한국화석도감」, 동물, 양승영 저, 아카데미서적(2003년, 324~351p)